# 刘嗣昌
刘嗣昌，辽朝官员。
辽道宗大安八年（宋哲宗元祐七年、1091年）十二月，遼國遣使到北宋开封府賀正旦，長寧軍節度使蕭昌祐、益州觀察使蕭福为正使，中散大夫守太常少卿充史館修撰劉嗣昌、海州防御使韓适为副使。寿昌二年（1096年），刘嗣昌官至朝请大夫、行起居舍人、知制诰、充史馆修撰、兼枢密都承旨、骑都尉、彭城县开国子、食邑五百户、赐紫金鱼袋，为辽兴宗第三子耶律弘世妻秦越国妃撰写墓志。天祚帝乾统年间，“中京饥”，时任学士刘嗣昌与昭德军节度使耶律孟简“减价粜粟”。